# Confédération nationale des syndicats libres de Roumanie-Fraternité
La Confédération nationale des syndicats libres de Roumanie-Fraternité (en roumain : Confederația Națională a Sindicatelor Libere din România-Frăția) est une confédération syndicale roumaine fondée en 1993 et affiliée à la Confédération syndicale internationale et à la Confédération européenne des syndicats